# Irbid
Irbid (tidligere kendt som Arabella) er en by i det nordlige Jordan, der med et indbyggertal på 1.911.600 (2018) er landets tredjestørste by. Byen er hovedstad i et governorat af samme navn, og er blandt andet hjemsted for en stor palæstinensisk flygtningelejr.